# The Mandrake Project
The Mandrake Project sedmi je studijski album britanskog pjevača Brucea Dickinsona. Diskografska kuća BMG Rights Management izdala ga je 1. ožujka 2024.
Uradak je objavljen gotovo dva desetljeća nakon Dickinsonova prethodnoga samostalnog albuma Tyranny of Souls (iz 2005.), što je najveći vremenski razmak između objava albuma u njegovoj samostalnoj karijeri. Dickinson je podržao album svjetskom turnejom.

## Nastanak
Većina pjesama na uratku napisana je 2014., deset godina prije izlaska albuma. Dickinson je izjavio da je u početku namjeravao snimiti konceptualni album, ali da je naknadno odustao od ideje te da je priču za album odlučio prenijeti u zaseban serijal stripova pod istim imenom.
Dana 21. rujna 2023. Dickinson je službeno najavio album izjavivši da će se zvati The Mandrake Project, da će ga objaviti 2024. te da će ga podržati turnejom po Latinskoj Americi. Dana 1. prosinca 2023. predstavljeni su omot albuma i popis pjesama na uratku, a potvrđeno je da će biti objavljen 1. ožujka 2024.
„Afterglow of Ragnarok”, prvi singl s albuma, objavljen je 30. studenoga 2023. uz popratni glazbeni spot. Drugi singl „Rain on the Graves” objavljen je 24. siječnja 2024., također uz popratni spot.

### Strip
Dickinson je tijekom rada na albumu počeo raditi i na istoimenom stripu, koji je odlučio objaviti u 12 epizoda u suradnji sa Z2 Comicsom. Priču za strip napisao je Dickinson, scenarij je oblikovao Tony Lee, a ilustrirao ga je Staz Johnson. Prva epizoda objavljena je 17. siječnja 2024., a preostale će izlaziti do 2026.

## Pjesme
„Afterglow of Ragnarok” i „Many Doors to Hell”, prve dvije pjesme na albumu, posljednje su skladbe napisane za uradak, a nastale su u vrijeme pandemije koronavirusa. Prva pjesma odnosi se na kraj jednoga svijeta i početak novoga, odnosno na postojanost životnoga ciklusa, a druga je pjesma o „vampirici koja ponovno želi postati ljudsko biće”. Dickinson je djelomično napisao „Rain on the Graves” dok je bio na grobu pjesnika Williama Wordswortha, a sama pjesma opisuje razgovor osobe na groblju i vraga. „Resurrection Men” povezana je sa scenarijem u popratnom stripu i govori o „skladištenju ljudske duše” kako bi se mogao postići vječan život.
„Fingers in the Wounds” naslovom aludira na Kristove rane, a riječ je o pjesmi koja satirično progovara o veličanju osoba koje su se proslavile na internetu. Skladba „Eternity Has Failed” prerada je pjesme „If Eternity Should Fail”, koju je Dickinson prvotno namjeravao objaviti na samostalnom albumu, no basist Iron Maidena Steve Harris nagovorio ga je da je umjesto toga uvrsti na album The Book of Souls. Dickinson je izjavio da je pjesmu „Mistress of Mercy” napisao na posebno ugođenoj akustičnoj gitari te da govori o glazbi. „Face in the Mirror” govori o alkoholizmu i problemima koje on stvara, ali i o onima koji unaprijed osuđuju alkoholičare.
„Shadow of the Gods” izvorno je, uz pjesmu „A Tyranny of Souls”, napisana za projekt The Three Tremors u kojem su trebali sudjelovati Dickinson, Rob Halford i Ronnie James Dio. Dickinson je izjavio da je ta pjesma „nalik na svemirsku priču o Romeu i Juliji”, tj. da govori o „ljubavnicima kojima se vječno sreću putevi”. Pjesma „Sonata (Immortal Beloved)” nastala je u vrijeme izlaska albuma The Chemical Wedding; naslov je nadahnut biografskim filmom Moja besmrtna ljubavi o skladatelju Ludwigu van Beethovenu, a u početku je bila ambijentalna skladba. Stihovi pjesme, koje je Dickinson osmislio u hodu, aludiraju na pjesmu „Taking the Queen” s albuma Accident of Birth, a Dickinson je izjavio da je riječ o „izvrnutoj priči o Trnoružici”.

### Popis pjesama
| 1.    | »Afterglow of Ragnarok«     | Roy Z, Bruce Dickinson | 5:45 |
| 2.    | »Many Doors to Hell«        | Z, Dickinson           | 4:48 |
| 3.    | »Rain on the Graves«        | Dickinson              | 5:05 |
| 4.    | »Resurrection Men«          | Z, Dickinson           | 6:24 |
| 5.    | »Fingers in the Wounds«     | Z, Dickinson           | 3:39 |
| 6.    | »Eternity Has Failed«       | Dickinson              | 6:59 |
| 7.    | »Mistress of Mercy«         | Dickinson              | 5:08 |
| 8.    | »Face in the Mirror«        | Dickinson              | 4:08 |
| 9.    | »Shadow of the Gods«        | Z, Dickinson           | 7:02 |
| 10.   | »Sonata (Immortal Beloved)« | Z, Dickinson           | 9:51 |
| 58:49 |                             |                        |      |

## Recenzije
| Zbirne ocjene    | Zbirne ocjene |
| Izvor            | Ocjena        |
| ---------------- | ------------- |
| Metacritic       | 72/100        |
| Recenzije        |               |
| Izvor            | Ocjena        |
| Blabbermouth.net | 9/10          |
| BraveWords       | 9/10          |
| Classic Rock     | [ 22 ]        |
| Kerrang!         | [ 23 ]        |
| Metal Injection  | 9/10          |
| PopMatters       | 7/10          |
| Wall of Sound    | 10/10         |

Dobio je pozitivne kritike. Na Metacriticu, koji glazbenim uradcima daje ocjenu od 0 do 100 na temelju prosječne ocjene recenzenata raznih publikacija, dobio je ukupno 72 boda na temelju pet recenzija, što označava „uglavnom pozitivne kritike”.
U recenziji za Wall of Sound Gareth Williams izjavio je da su pjesme na uratku „raznovrsnije” nego na ijednom prijašnjem albumu, zaključio je da je riječ o „remek-djelu” i dao mu je deset od deset bodova. Nick Balazs dao mu je devet od deset bodova u osvrtu za BraveWords posebno pohvalivši pjesmu „Many Doors to Hell”, za koju je rekao da je „jedna od najboljih pjesama koje je dosad napisao”, i napisavši da uradak „zrači strašću [i] kreativnošću te još jednom pokazuje zašto je [Dickinson] među najboljim [izvođačima] svih vremena”. Jednako ga je ocijenio Dom Lawson u recenziji za Blabbermouth.net; napisao je da Dickinson „nikad nije zvučao bolje” te da je taj „veličanstven [uradak] obavezna lektira za obožavatelje heavy metala”. Devet od deset bodova dobio je i u recenziji Metal Injectiona, koji je naveo kako Dickinson „pjeva jednako dobro kao i prije” i da mu glas „dopunjuju vrhunske pjesme i aranžmani” te da je uradak „svakako vrijedilo čekati dvadeset godina”. Međutim, recenzent je dodao da „premda [na albumu] nema pravih promašaja, neke ga stvari sputavaju” odnoseći se pritom na pojedine stihove, koje je opisao „prosječnim i diletantskim”, te na pjesme „Many Doors to Hell” i „Face in the Mirror”, koje je proglasio „zanemarivima”.
Kerrang! je istaknuo da „obiluje onozemaljskom dramom i teatralnošću” te je zaključio kako je riječ o albumu „na kojem je Bruce Dickinson više Bruce Dickinson nego na bilo kojem prethodnom samostalnom uratku” i da je ujedno njegov „najbolji album”. Dao mu je četiri boda od njih pet. Damian Jones dao mu je četiri zvjezdice od njih pet u recenziji za Classic Rock napisavši da je posrijedi „jedan od najodvažnijih [Dickinsonovih] projekata” i da „pokazuje kako se taj frontmen, mačevalac, pilot i autor može okušati u gotovo svemu”. U osvrtu za PopMatters Peter Thomas Webb dao mu je sedam bodova od deset i izjavio je da je na uratku „Dickinsonov glas i dalje snažan” te da na njemu ima „dovoljno pamtljivih dionica i dobrih rifova za dugogodišnje obožavatelje”, no dodao je da albumu „katkad nedostaje kreativnosti koju Dickinsonu obično potiču njegovi kolege iz Iron Maidena”.

## Zasluge
| Glazbenici - Bruce Dickinson – vokal, dodatna akustična gitara, udaraljke, dodatna klavijatura - Roy Z – gitara, bas-gitara, dodatna klavijatura; produkcija, inženjer zvuka, miksanje - Dave Moreno – bubnjevi; dodatni inženjer zvuka - Maestro Mistheria – klavijatura - Chris Declercq – solistička dionica na gitari (na pjesmi „Rain on the Graves”) - Gus G – solistička dionica na gitari (na pjesmi „Eternity Has Failed”) - Sergio Cuadros – drvena puhaća glazbala (na pjesmi „Eternity Has Failed”) | Ostalo osoblje - Brendan Duffey – miksanje, mastering, dodatni inženjer zvuka - Michael Harris – dodatni inženjer zvuka - Christian Cummings – dodatni inženjer zvuka - Addasi Addasi – dodatni inženjer zvuka - Alonso Herrera – dodatni inženjer zvuka - Idriss Nadi – dodatni inženjer zvuka - Stuart Crouch – dizajn - Anthony Lamb – omot albuma - John McMurtrie – fotografija |

## Ljestvice
| Ljestvica                                       | Najviša pozicija |
| ----------------------------------------------- | ---------------- |
| Australija                                      | 59.              |
| Austrija                                        | 1.               |
| Belgija (Flandrija)                             | 4.               |
| Belgija (Valonija)                              | 8.               |
| Češka                                           | 87.              |
| Finska                                          | 2.               |
| Francuska                                       | 10.              |
| Hrvatska (Top lista prodaje – strano)           | 17.              |
| Irska                                           | 78.              |
| Italija                                         | 14.              |
| Mađarska                                        | 19.              |
| Nizozemska                                      | 6.               |
| Njemačka                                        | 1.               |
| Poljska                                         | 3.               |
| Portugal                                        | 5.               |
| SAD (Billboard 200)                             | 176.             |
| SAD (Independent Albums)                        | 30.              |
| SAD (Top Hard Rock Albums)                      | 9.               |
| Škotska                                         | 2.               |
| Španjolska                                      | 7.               |
| Švedska                                         | 1.               |
| Švicarska                                       | 2.               |
| Ujedinjeno Kraljevstvo (UK Albums)              | 3.               |
| Ujedinjeno Kraljevstvo (UK Independent Albums)  | 1.               |
| Ujedinjeno Kraljevstvo (UK Physical Albums)     | 3.               |
| Ujedinjeno Kraljevstvo (UK Rock & Metal Albums) | 1.               |